# Buffalo Gap (Texas)
Buffalo Gap é uma cidade  localizada no estado norte-americano de Texas, no Condado de Taylor.

## Demografia
Segundo o censo norte-americano de 2000, a sua população era de 463 habitantes. 
Em 2006, foi estimada uma população de 446, um decréscimo de 17 (-3.7%).

## Geografia
De acordo com o United States Census Bureau tem uma área de 
5,9 km², dos quais 5,9 km² cobertos por terra e 0,0 km² cobertos por água. Buffalo Gap localiza-se a aproximadamente 562 m acima do nível do mar.

## Localidades na vizinhança
O diagrama seguinte representa as localidades num raio de 20 km ao redor de Buffalo Gap. 